# Alice Shalvi
Alice Shalvi, née le 16 octobre 1926 à Essen (Allemagne), et morte le 2 octobre 2023, est une professeure israélienne. Elle a joué un rôle significatif dans l'éducation juive pour les filles et pour l'avancée des droits de la femme en Israël.

## Biographie
Elle est née à Essen, dans une famille juive orthodoxe. Ses parents font partie du mouvement religieux sioniste.
À la suite de l'arrivée d'Hitler au pouvoir, la famille déménage à Londres en mai 1934. Le père et le frère d'Alice travaillent à l'importation de montres et de bijoux. Quand le Blitz débute, ils s'installent à Aylesbury. Ils atteignent l'aisance financière en y construisant une usine d’instrument de calibrage de munitions.
En 1944, Alice Shalvi étudie la littérature anglaise à l'Université de Cambridge. Elle se rend en 1945 au 22e Congrès sioniste, en tant que représentante des étudiants juifs britanniques.
En 1949, après avoir obtenu un diplôme en travail social à la London School of Economics, elle émigre en Israël, à Jérusalem. Elle travaille au département d'anglais de l'Université hébraïque de Jérusalem, et y obtient son doctorat en 1962.
Elle fonde une école d'enseignement du Talmud réservée aux filles. Elle milite contre les discriminations envers les femmes dans la société israélienne, notamment au niveau de l'armée.

## Distinctions
- 1989 : Emil Grunzweig Human Rights Award (en)
- 2000 : Doctorat honoris causa de l'Université Brown[6]
- 2007 : Prix Israël
- 2009 : Leibowitz Prize
- 2017 : Bonei Zion Prize (en)
- 2018 : National Jewish Book Award pour son livre Never a native